# 1437 Diomedes
1437 Diomedes eller 1937 PB är en trojansk asteroid i Jupiters lagrangepunkt L4. Den upptäcktes 3 augusti 1937 av den tyske astronomen Karl Wilhelm Reinmuth i Heidelberg. Den har fått sitt namn efter Diomedes i den grekiska mytologi.
Asteroiden har en diameter på ungefär 117 kilometer.